# Petra Frey

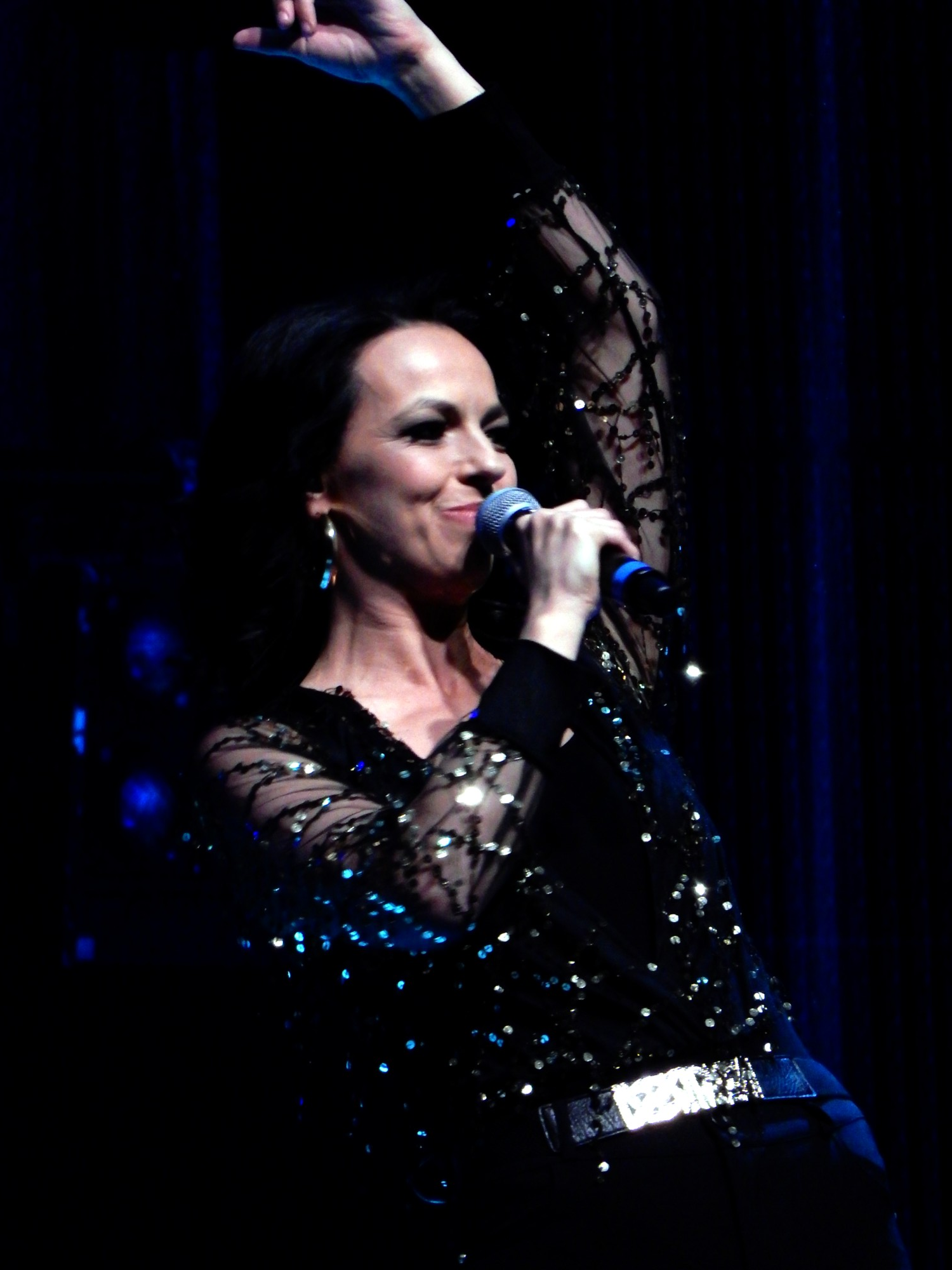
Petra Frey in 2017

Petra Frey (Wattens bij Innsbruck, 27 juni 1978) is een Oostenrijkse zangeres.
Reeds op 15-jarige leeftijd verscheen haar eerste CD. In 1994 nam ze voor Oostenrijk deel aan het Eurovisiesongfestival met Für den Frieden der Welt, ze werd slechts 17de maar toch was dit de start van een mooie carrière.
In 1997 nam ze deel aan het Duitse Schlagerfestival met Sorry - tut mir leid  en werd 9de.
Samen met Oliver Haidt nam ze in 2002 deel aan de Grand Prix der Volksmusik, het lied Trennen uns auch Meere  eindigde 11de.
In 2003 waagde ze nog eens haar kans bij de preselecties voor het songfestival, met This night should never end werd ze 2de achter Alf Poier.
Ze zingt ook regelmatig duetten, ze is een heel populaire zangeres en komt geregeld op de televisie.

## Successen
- "Prinzessin Blue"
- "Wenn du nicht wärst"
- "Für den Frieden der Welt" 1994
- "Sorry - tut mir leid 1997
- "Geboren um Dich zu lieben" 1999
- "Trennen uns auch Meere 2002
- "This Night should never end" 2003

## Discografie
- Herz im Sicht 1993
- Bloss Träume im Kopf 1994
- Liebst Du mich 1996
- Küß mich 1997
- Heiß und Kalt 1999
- Geboren um Dich zu lieben 2000
- Made in Austria 2001
- Das ist mein Leben 2002
- Nimm mein Herz 2003
- Freyheiten 2004

1957: Bob Martin · 
1958: Liane Augustin · 
1959: Ferry Graf · 
1960: Harry Winter · 
1961: Jimmy Makulis · 
1962: Eleonore Schwarz · 
1963: Carmela Corren · 
1964: Udo Jürgens · 
1965: Udo Jürgens · 
1966: Udo Jürgens · 
1967: Peter Horton · 
1968: Karel Gott · 
1971: Marianne Mendt · 
1972: Milestones · 
1976: Waterloo & Robinson · 
1977: Schmetterlinge · 
1978: Springtime · 
1979: Christina Simon · 
1980: Blue Danube · 
1981: Marty Brem · 
1982: Mess · 
1983: Westend · 
1984: Anita · 
1985: Gary Lux · 
1986: Timna Brauer · 
1987: Gary Lux · 
1988: Wilfried · 
1989: Thomas Forstner · 
1990: Simone · 
1991: Thomas Forstner · 
1992: Tony Wegas · 
1993: Tony Wegas · 
1994: Petra Frey · 
1995: Stella Jones · 
1996: George Nussbaumer · 
1997: Bettina Soriat · 
1999: Bobbie Singer · 
2000: The Rounder Girls · 
2002: Manuel Ortega · 
2003: Alf Poier · 
2004: Tie Break · 
2005: Global Kryner · 
2007: Eric Papilaya · 
2011: Nadine Beiler · 
2012: Trackshittaz · 
2013: Natália Kelly · 
2014: Conchita Wurst · 
2015: The Makemakes · 
2016: Zoë · 
2017: Nathan Trent · 
2018: Cesár Sampson · 
2019: PÆNDA · 
2021: Vincent Bueno · 
2022: LUM!X feat. Pia Maria · 
2023: Teya & Salena · 
2024: Kaleen · 
2025: JJ
- Gemeinsame Normdatei: 13480998X
- International Standard Name Identifier: 0000 0001 2972 6719
- MusicBrainz: a5053298-89fc-49b0-8e90-bd744b7b2d38